# Clidoderma asperrimum
Genre
Espèce
Clidoderma asperrimum est une espèce de poissons plats de la famille des Pleuronectidae. C'est la seule espèce encore vivante du genre Clidoderma (monotypique).